# Anders Kærgaard
Anders Koustrup Kærgaard (født 1972, død 2024) var en dansk kaptajn ved Gardehusarregimentet og whistleblower.
Han var efterretningsofficeren, der i 2012 trådte frem med beviser for overgreb mod civile under en operation (Green Desert) i 2004 i det sydlige Irak.
Han blev i 2013 idømt dagbøder i seks måneder, for ikke at ville afsløre navnet på den officer, der havde sikret at båndet med videooptagelserne - der beviste overgreb under en dansk ledet militær-støtteoperation, og ikke var blev destrueret.
I perioden 2004 - 2005 udsendt som efterretningsofficer i den danske Irak-styrke, efter udsendelsen til Irak forlod han forsvaret i en periode, men tegnede i 2010 kontrakt med Hjemmeværnet og var projektofficer for opstillingen og uddannelse af den bevogtningsdeling Hjemmeværnet skulle støtte Hæren med til ISAF hold 11. Anders Koustrup Kærgaard var ifb. med uddannelsen selv på en recognosceringstur til Helmandprovinsen i 2010. 
Efter endt kontraktansættelse hos Hjemmeværnet forestod Anders projektering og etablering af Koldkrigsmuseum Stevnsfort (det nuværende Stevnsfortet) under Østsjællands Museum på Stevns. 
Den 22. november 2014 var han gæst i DR1 programmet Ugens gæst. Ved udsendelsens start blev der sagt at: 
"Han mistede næsten alt: Sine venner, sit job, forholdet til sin far og alt, hvad han var opdraget til at tro på. Til gengæld holdt han fast i sine værdier."
Han har siden da kæmpet med PTSD, og det har taget ham mange år langsomt at stykke sit liv sammen igen.
Anders Koustrup Kærgaard har efterfølgende været medstifter af Veron.dk, der er en NGO for whistleblowers.
I 2015 modtog han Menneskerettighedsprisen for sit arbejde, ligesom Veron er blevet hædret med Transparency Internationals Åbenhedspris. 
Han har desuden deltaget i adskillige udsendelser og medier om emnet whistleblowere og deres betydning.